# アル・アビラ
- アル・アビーラ

アル・アビラ（Al Avila、1958年8月2日 - ）は、キューバ・ハバナ出身。MLB・デトロイト・タイガースでゼネラルマネージャー （GM）を務めていた。

## 経歴
球界入りする前は母校のセント・トーマス大学でコーチを務めていた。
1992年6月に1993年より新規参入するフロリダ・マーリンズのラテンアメリカ選手の育成ディレクター補佐に就任し、やがて補佐の肩書きは外れた。キューバ移民という出自を活かしてキューバから亡命したリバン・ヘルナンデスの獲得に成功するなど多くの実績を残した。2001年にはGM補佐に就任、GMだったデーブ・ドンブロウスキーがデトロイト・タイガースに移籍した後の臨時GMも経験している。
2002年1月にピッツバーグ・パイレーツのGM特別補佐に就任したが、タイガースの球団社長（後にGMも兼任）に就任したドンブロウスキーの後を追うように開幕直後の4月にGM補佐としてタイガース入りした。
2015年8月4日、ドンブロウスキーがタイガースのGMを解任されると、後任のGMに就任した。
2022年8月10日、チームの成績不振によりタイガースのGMを解任されたことが発表された。

## 家族
父はロサンゼルス・ドジャースの球団副社長を務め、現在はスカウティング・シニアアドバイザーのラルフ・アビラ。息子はメジャーリーガー（捕手）のアレックス・アビラである。